# Irma Schramková
Irma Schramková (Schramek) (provd. Ettlerová) (20. února 1912 – ?) byla československá sportovní plavkyně německé národnosti, účastnice olympijských her 1936. Civilním povoláním tanečnice – baletka.
Závodnímu plavání se věnovala v Brně od roku 1931 v německém sportovním klubu SV Aegir Brünn. V roce 1934 se jako první žena z Československa přiblížila k hranici 70 sekund na 100 m volný způsob. Na srpnovém mistrovství Evropy v německém Magdeburgu obsadila na 100 m volný způsob ve finále 5. místo. Na 400 m volný způsob nepostoupila z rozplaveb.
V únoru 1936 ohlásila přestup z německého SV Aegir do českého KVS Brno, za což jí "německý plavecký svaz v Československu" na rok pozastavil závodní činnost. Po odvolání k Československému plaveckému svazu jí byl trest zrušen, protože zástupci německých klubů svojí roční diskvalifikaci právně nepodložili. Musela však splnit dvojměsíční karenční lhůtu pro přestup, během níž se rozhodla pro přípravu na olympijské hry v Berlíně s klubem ČPK Praha. Srpnové olympijské hry jí zastihli dobře připravenou. Na 100 m volný způsob nepostoupila jen těsně z rozplaveb do semifinále. Na 400 m volný způsob jí o dohmat uniklo finále.
Po letní sezoně 1937 se vrátila do Brna do Klubu vodních sportů (KVS). V roce 1938 startovala na mistrovství Evropy v Londýně. Na 100 m volný způsob nepostoupila z rozplaveb do finále. Na 400 m volný způsob obsadila ve finále 5. místo. V roce 1941 se vdala a ukončila sportovní kariéru.